# Muellerina
Muellerina es un género de arbustos pertenecientes a la familia Loranthaceae. Es originario de Australia.

## Taxonomía
El género fue descrito por Philippe Édouard Léon Van Tieghem  y publicado en Bulletin de la Société Botanique de France 42: 25, 85, 175, en el año 1895.

## Descripción
Son arbustos de tallo parasitario aéreo. Las hojas son opuestas, pinnadas la venación. La inflorescencia es terminal, racemosa. El fruto en forma de pera. 

## Especies
- Muellerina bidwillii
- Muellerina celastroides  	(Schult. & Schult.f.) Tiegh.
- Muellerina eucalyptoides
- Muellerina myrtifolia
- Muellerina raoulii Tiegh.